# فرودگاه کلیر اسکای لاج
فرودگاه کلیر اسکای لاج (به انگلیسی: Clear Sky Lodge Airport) یک فرودگاه همگانی بهره‌برداری هوایی با کد یاتا CLF است که یک باند فرود شن و خاک دارد و طول باند آن ۷۶۲ متر است. این فرودگاه در کشور ایالات متحده آمریکا قرار دارد و در ارتفاع ۱۹۸ متری از سطح دریا واقع شده‌است.